# Clear
clear – komenda czyszcząca ekran wiersza poleceń i bufor przewijania do tyłu. Dostępna w wielu systemach uniksopodobnych.

## Przykłady użycia

Komenda "clear" używana na GNU/Linux w terminalu uxterm

- $ clear - najprostsza forma polecenia, czyści zawartość wiersza poleceń oraz bufor przewijania do tyłu.
- $ clear -x - czyści zawartość wiersza poleceń, zachowując jednocześnie bufor przewijania do tyłu, umożliwiając powrót do wcześniejszych informacji.
- $ clear -T xterm-256color - polecenie dostosowane do konkretnego typu terminala (w tym przypadku xterm-256color), które czyści zarówno zawartość wiersza poleceń, jak i bufor przewijania do tyłu, zwykle niepotrzebne, ponieważ typ terminala jest określany za pomocą zmiennej środowiskowej TERM[3].